# Les guardianes
Les guardianes (francès: 'Les gardiennes') és una pel·lícula de drama dirigida i escrita per Xavier Beauvois. Va tenir un reconeixement en la secció del Festival Internacional de Cinema de Toronto.

## Sinopsi
Any 1915, en plena I Guerra Mundial. Els homes estan en el front i les dones s'han quedat per defensar les terres. Hortense, una mare de família treballadora sense límits, emplea en la seva granja a Francine, una jove de l'assistència pública, perquè li ajudi en el treball, ja que Solange, la filla, es nega a fer-ho. Les dues dones es van a portar bé des del primer moment.

## Repartiment
- Nathalie Baye com Hortense
- Iris Bry com Francine
- Laura Smet com Solange
- Cyril Descours com Georges
- Gilbert Bonneau com Henri
- Olivier Rabourdin com Clovis
- Nicolas Giraud com Constant

## Premis
- 2017: Festival de Mar del Plata: Selecció oficial llargmetratges a concurs
- 2017: Festival de Sevilla: Secció Oficial
- 2017: Premis Lumiere (Iris Bry) / pendent